# Lützelbuchen
Lützelbuchen ist der Name einer Dorfwüstung bei Hanau-Mittelbuchen im Main-Kinzig-Kreis in Hessen.

## Geografische Lage
Die genaue Lage des ehemaligen Dorfes ist unbekannt. Lützelbuchen wird aufgrund des Namens des benachbarten Mittelbuchen zwischen diesem und Bruchköbel verortet. Der Straßenname Lützelbuchener Straße in Mittelbuchen verweist auf den abgegangenen Ort.

## Geschichte

### Bezeichnung und Ersterwähnung
Die älteste erhaltene Erwähnung von Lützelbuchen stammt vom 1. Juni 798 als marca bucha in einer Schenkungsurkunde eines Luibert an das Kloster Lorsch. Eine Unterscheidung zwischen den benachbarten späteren Buchen-Orten Wachenbuchen, Mittelbuchen, der heutigen Wüstung Oberbuchen und dem später wüst gefallenen Lützelbuchen wurde zu dieser Zeit noch nicht getroffen. Der Name der vier Orte findet sich auch in der Bezeichnung der übergeordneten politischen Einheit, des Amtes Büchertal wieder. Das Amt Büchertal gehörte zu der Herrschaft und späteren Grafschaft Hanau, dann der Grafschaft Hanau-Münzenberg. 
Mit einiger Wahrscheinlichkeit ist die Nennung eines Buchen minor in einer Urkunde des Jahres 1266 auf Lützelbuchen zu beziehen, das als Lucziln Buchen 1360 erwähnt wird. Der erste Teil des Namens leitet sich aus dem altdeutschen Begriff lützel (= klein) ab.

### Untergang
Der Ort wurde wahrscheinlich im 15. Jahrhundert verlassen. 1495 wurde Lützelbuchen noch zweimal genannt sowie zuletzt 1607. Wahrscheinlich hatte der Ort damals schon aufgehört zu existieren, kirchliche Unterlagen aus dieser Zeit liegen nicht vor.
Bei einer archäologischen Ausgrabung im Jahr 2002 wurden vom Hanauer Geschichtsverein zwischen der Lützelbuchener und der Flensburger Straße sowie der Straße An den Römerkastellen auch mittelalterliche Befunde freigelegt, darunter ein Grubenhaus, wahrscheinlich Reste der Wüstung.